# Anna Buchegger
Anna Buchegger (* 1999) ist eine österreichische Jazz- und Popsängerin. Sie ist Gewinnerin der österreichischen Castingshow Starmania21.

## Leben
Anna Buchegger stammt aus Abtenau, ihre Eltern haben eine kleine Landwirtschaft mit Alpakas. Mit sechs Jahren begann sie Hackbrett zu lernen, später brachte ihr ihre Schwester das Gitarrenspiel bei. Gemeinsam traten sie als Buchegger-Dirndln auf. Mit 10 Jahren wechselte sie zum Klavier.
Buchegger besuchte die Hauptschule mit Schwerpunkt Musik in Abtenau und danach das das Realgymnasium für Sport und Musik (SuM-RG, vormals BORG Akademiestraße) in Salzburg, das sie 2017 mit der Matura abschloss.
Im Herbst 2017 begann sie ein Studium der Germanistik, Deutsch als Unterrichtsfach und inklusive Pädagogik mit Fokus auf Behinderung an der Universität Salzburg. Seit 2019 studiert Buchegger an der Universität für Musik und darstellende Kunst in Wien.
2011 nahm sie als jüngste Teilnehmerin an der Castingshow Die große Chance teil. Mit dem Lied Ich gehör' nur mir aus dem Musical Elisabeth kam sie ins Halbfinale, wo sie mit I dreamed a dream aus Les Misérables ausschied.
2014 nahm Buchegger an der Puls 4-Castingshow  Herz von Österreich teil und sang dort Nur ein Lied von Thomas Forstner. Vom Juror Lukas Plöchl erhielt sie ein Herz, aber kam damit nicht weiter.
Von 2016 bis 2020 war sie Mitglied der First Line Band, mit der sie zahlreiche Auftritte hatte. Mit dem MMC - mobile music club trat sie 2021 vor allem unter freiem Himmel auf, etwa beim Vielklang-Festival am 26. Juni 2021 in Salzburg oder beim Fest zur Festspieleröffnung am 18. Juli 2021.
In der 2021er Ausgabe der Castingshow Starmania setzte sie sich im Finale, sich selbst am Klavier begleitend, mit der selbst verfassten Ballade Ease gegen Fred Owusu durch und gewann den Wettbewerb.
Am 4. Oktober 2024 veröffentlichte Buchegger ihr Debütalbum „Windschatten“. Für 2025 kuratierte sie als Nachfolgerin von Manfred Baumann das Salzburger Festival für neue Volkskultur Bodenständig.
Anna Buchegger lebt in Wien-Döbling.

## Auszeichnungen
- 2024: Hubert-von-Goisern-Kulturpreis[10]